# Новокілімово
Новокілі́мово (рос. Новокилимово, башк. Яңы Килем) — присілок у складі Буздяцького району Башкортостану, Росія. Входить до складу Гафурійської сільської ради.
Населення — 88 осіб (2010; 77 у 2002).
Національний склад:
- татари — 71 %